# Chiesa di Santa Margherita (Paternò)
La chiesa di Santa Margherita è una chiesa di Paternò, sita nella suggestiva via Roma, sopra una terrazza dalla quale si accede da una scalinata semi-circolare, delimitata da un'artistica cancellata in ferro battuto.
Venne costruita intorno al 1750 in stile barocco. 
La facciata presenta un portale con ornamenti in pietra lavica, con due colonne reggenti un timpano spezzato sormontato da una finestrella sempre in pietra lavica. Il campanile mostra una forma simile a quelle delle chiese orientali, e poggia su un'alta zoccolatura in pietra lavica.
L'interno è formato da un'unica navata coperta da volta a botte, dove campeggia un bell'affresco settecentesco raffigurante la Presentazione al tempio. La navata è ornata da una fitta decorazione in stucchi dorati e da 4 altari dove sono poste tele del Sei-Settecento. L'arco trionfale immette nel presbiterio con abside rettilinea dove si trova l'altare barocco in marmi mischi dominato dalla grandiosa pala d'altare raffigurante la Madonna con in braccio il Cristo morto, dentro una bellissima cornice in legno dorato e intagliato. La chiesa custodisce i fercoli della Madonna Addolorata e del Cristo morto e risorto, che escono in processione nei giorni della Pasqua, nonché i rispettivi ed artistici simulacri.
Oltre che a santa Margherita, la chiesa è intitolata anche alla Madonna dei Sette Dolori. 